# Mon beau-frère a tué ma sœur
Pour plus de détails, voir Fiche technique et Distribution.
Mon beau-frère a tué ma sœur est un film français réalisé par Jacques Rouffio, sorti le 5 mars 1986.

## Synopsis
Le film commence avec un plan sur le collège des Quatre-Nations et le pont des Arts. Puis, Étienne Sembadel, psychanalyste, alors directeur de l'Académie française, prononce le discours de réception d'Octave Clapoteau, anthropologue, auquel l'impétrant répond. S'ensuit une réception dans les salons. Les journalistes poursuivent Octave Clapoteau jusque dans son domicile. Puis un dîner a lieu avec Esther Bouloire qui explique que son beau-frère, Raoul d'Homécourt de la Vibraye, a tué sa sœur.
Par la suite, alors qu'Étienne Sembadel promet de ne plus délaisser sa famille pour aller nocer avec son ami, il explique qu'ils habitaient dans le même quartier, lui la rue Gay-Lussac et Octave Clapoteau l'avenue des Gobelins, et qu'ils se sont rencontrés au lycée Henri-IV.
Esther leur a précédemment raconté que ses parents et son oncle sont morts dans deux accidents de voiture différents le même jour. Les deux amis découvrent que sa sœur a disparu à Londres, le jour où a été retrouvé pendu un membre de la banque Ambrosiano, après qu'Étienne Sembadel a dédicacé à son oncle bossu, Jocelyn Bouloire, son ouvrage Le Sexe, sa vie, son œuvre.
Après que l'amante italienne d'Octave Clapoteau, Renata Palozzi, a été agressée, il revient sur l'influence qu'a eu Humphrey Bogart sur leur imaginaire.
Ils vont raconter leur entretien avec son oncle à Esther Bouloire, alors qu'elle opère un éléphant à son testicule gauche. Leur taxi étant parti, ils rentrent à pied, et Étienne Sembadel fait une blague sur la Longue Marche.
L'oncle bossu, Jocelyn, appelle Étienne Sembadel à propos de Geneviève Bouloire, sa nièce, la sœur d'Esther.
Ils se rendent à Genève avec leur amie italienne et se font arrêter à la frontière. Dans la salle d'interrogatoire, ils voient les noms d'Henry de Montherlant et de Jean-Paul Sartre, en parlant de l'Académie française.
Après qu'ils ont été expulsés de Genève, ils retournent chez Esther. L'ex-mari de Geneviève, la sœur d'Ester, arrive, car il est menacé par trois tueurs. Il avoue avoir tué Munioz et les autres, sauf Geneviève. Il se fait tuer devant chez Esther quand il part.
Alors qu'ils se rendent chez Esther, ils subissent une tentative d'assassinat, alors qu'Esther drague le mari de sa cousine. Le lendemain ils vont à la télé faire des révélations sur l'oncle bossu, Jocelyn Bouloire.
L'oncle avoue avoir tué Geneviève qui lui posait des problèmes. Il ne dit pas s'il travaille pour la Propaganda Due ou pour le Vatican. Puis il prend la fuite.
Les deux amis, Léon et Esther, partent en cavale. Pendant ce temps, Muriel, la cousine d'Esther, est assassinée. Léon Blériot, qui était un journaliste, choisit d'aller à l'enterrement de son épouse et est tué de huit balles à Meudon. Ils veulent se réfugier à Rome chez leur amie Renata Palozzi, mais sa demeure a été incendiée. Alors elle décide de demander de l'aide, et part pendant trois jours.
Puis il y a un plan sur la basilique majeure Saint-Pierre, puis des gardes suisses à l'écran, puis des cardinaux, puis Jocelyn Bouloire, puis des images d'archives du pape.
Quand tout semble arrangé, les deux amis se font renverser par un bus et meurent.

## Fiche technique
- Titre : Mon beau-frère a tué ma sœur
- Réalisation : Jacques Rouffio
- Scénario : Georges Conchon et Jacques Rouffio, dialogues : Georges Conchon
- Musique : Philippe Sarde
- Décors : Jean-Jacques Caziot
- Costumes : Michèle Cerf
- Photographie : Jacques Loiseleux
- Son : Bernard Aubouy
- Montage : Anna Ruiz
- Production : Girogio Sivagni
- Sociétés de production : Cinéproductions - FR3 cinéma
- Société de distribution : Gaumont
- Pays de production :  France
- Format : 35 mm, Fujicolor, Son mono
- Genre : comédie, thriller
- Durée : 92 minutes
- Date de sortie : France - 5 mars 1986

## Distribution
- Michel Serrault : Octave Clapoteau
- Michel Piccoli : Étienne Sembadel
- Juliette Binoche : Esther Bouloire, vétérinaire
- Jean Carmet : Jocelyn Bouloire, oncle d'Esther
- Milva : Renata Palozzi, maîtresse d'Octave
- Jean-Pierre Bisson : le vicomte Raoul d'Homécourt de la Vibraye, dit « d'H »
- Tom Novembre : Léon, cousin par alliance d'Esther
- Isabelle Petit-Jacques : Micheline Sembadel, épouse d'Étienne
- Agnès Garreau : Muriel, cousine d'Esther
- Francis Girod : l'interviewer TV
- Gérard Klein : le journaliste radio
- Jean-Paul Roussillon : le majordome de Jocelyn
- Raoul Billerey : le commissaire Brûlez
- Maurice Chevit : Maître Bongrain
- Didier Flamand : le rédacteur en chef
- Christine Pignet : la cliente du cabinet de vétérinaire
- Alexandra Lorska : la secrétaire de Sembadel
- Jean-Pierre Malignon : un policier suisse
- Georges Montillier : l'inspecteur de police en Suisse
- René Morard : le gardien du stade
- Michel Pascal : un policier suisse
- Gérard Surugue

## À propos du film

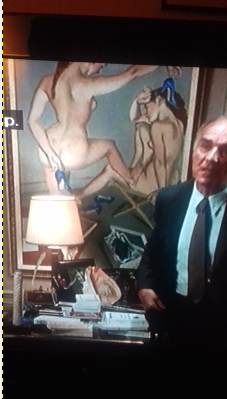
Tableau Nus aux chaussures bleues dans le décor de l'appartement d'Étienne Sembadel.

- Un personnage nommé « vicomte Raoul d'Homécourt de la Vibraye » apparaît déjà dans Le Sucre, interprété par Gérard Depardieu, s'inspirant de la vie d'un administrateur d'entreprise, Roland Gadala, qui fit la fortune du capitaine d'industrie François Pinault[1].

- Le sculpteur César, non crédité au générique, apparaît en arrière-plan d'une scène où Renata, jouée par Milva, demande à la réceptionniste de l'hôtel d'appeler chez Gallimard.

- Le tableau Nus aux chaussures bleues, aussi intitulé Les chaussures bleues [2], accroché chez Étienne Sembadel est de Marie-Antoinette Chalus[3] ; il est mentionné au générique de fin.